# Cyclophora penduloorbicola
Cyclophora penduloorbicola är en fjärilsart som beskrevs av Tutt 1907. Cyclophora penduloorbicola ingår i släktet Cyclophora och familjen mätare. Inga underarter finns listade i Catalogue of Life.